# Michael Cimino (Schauspieler)

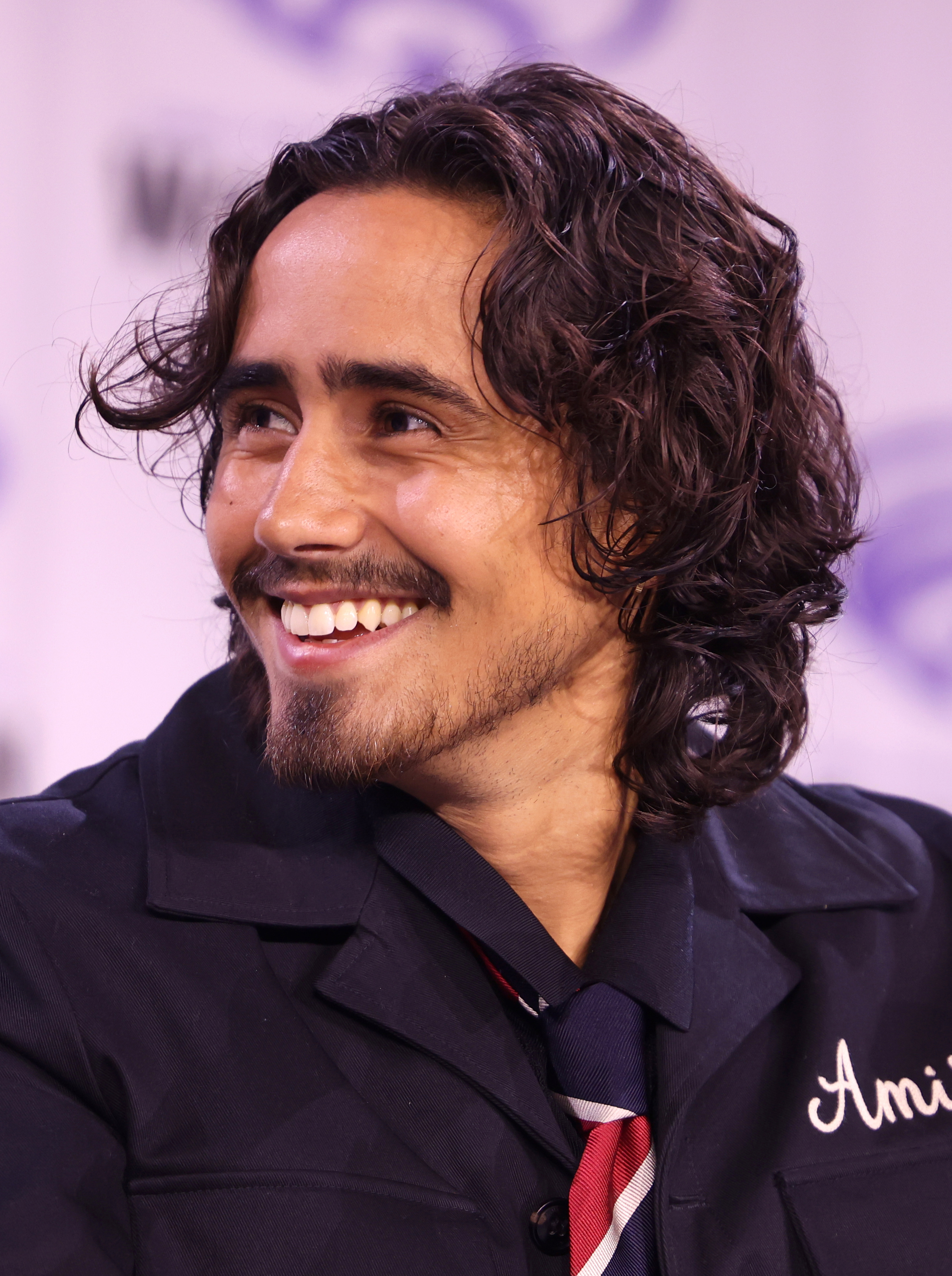
Michael Cimino, 2025

Michael Cimino (* 10. November 1999 in Las Vegas, Nevada) ist ein US-amerikanischer Schauspieler und Sänger, der vor allem durch seine Rolle des Victor Salazar in der Hulu-Serie Love, Victor bekannt geworden ist.

## Leben
Cimino ist puerto-ricanischer, italienischer und deutscher Herkunft. Er wurde in Las Vegas geboren und wuchs auch dort auf. 2018 machte er seinen Abschluss an der High School und zog nach Los Angeles. Er begann im Jahr 2015 seine aktive Schauspielerkarriere. Seine erste größere Rolle hatte er 2019 im Horrorfilm Annabelle 3 in der Rolle des Bob Palmeri. Weitere Auftritte wie unter anderem im Fernsehfilm No Child Left Behind folgten.
Seine bisher größte Rolle ist die des Victor Salazar in der Hulu-Serie Love, Victor, die er von Juni 2020 bis Juni 2022 spielte. In der Spin-off-Serie zum Film Love, Simon, die unter anderem von Schauspieler Nick Robinson produziert wurde, geht es um den Jugendlichen Victor, der mit seiner Familie in eine neue Stadt zieht und sich dort neben familiären und schulischen Problemen mit seiner sexuellen Selbstfindung auseinandersetzen muss, als er sich in seinen Mitschüler Benji verliebt.
Am 15. Juni 2021 veröffentlichte Cimino seine erste Single Love Addict, die er am 3. Juni 2021 bei Good Morning America erstmals präsentiert hatte.

## Filmografie (Auswahl)
- 2015: Limitless Potential (Kurzfilm)
- 2016: Kill the King
- 2016: Hopefuls (Fernsehfilm)
- 2017: Training Day (Fernsehserie, Folge 1x11)
- 2018: Schreck-Attack (Walk the Prank, Fernsehserie, Folge 2x19)
- 2018: Dog Days (Kurzfilm)
- 2019: Annabelle 3 (Annabelle Comes Home)
- 2019: No Child Left Behind (Fernsehfilm)
- 2020–2022: Love, Victor (Fernsehserie)
- seit 2022: Hamster & Gretel (Zeichentrickserie, Synchronstimme)
- 2022: Senior Year (Film)
- 2023–2025: Moon Girl and Devil Dinosaur (Animationsserie, Synchronstimme)
- 2023: How I Met Your Father (Fernsehserie)
- 2023: Noch nie in meinem Leben … (Never Have I Ever, Fernsehserie)
- 2024: Girl Haunts Boy
- 2025: Until Dawn
- 2025: Motorheads